# Carrollton, Missouri
Carrollton är administrativ huvudort i Carroll County i Missouri. Orten har fått sitt namn efter statsmannen Charles Carroll. Countyt grundades år 1833 och Carrollton utsågs till dess huvudort.